# Courbet (entreprise)
Courbet, est une maison française de joaillerie fondée en 2018 par Manuel Mallen et Marie-Ann Wachtmeister.

## Concept
Pour concevoir ses bijoux, Courbet utilise exclusivement des diamants de laboratoire, et de l'or recyclé provenant principalement de smartphones et ordinateurs.
L'entreprise se fournit auprès d'usines de fabrications de diamants situées en Russie et aux États-Unis, fonctionnant à l'énergie renouvelable.
Depuis novembre 2019, Courbet achète également des diamants à la startup Diam Concept qui les produit en France,.
Ainsi Courbet propose une alternative écoresponsable aux diamants traditionnels pour une qualité équivalente et un prix inférieur de 30 à 40 %,.
L'entreprise se définit comme une Digitally Native Vertical Brand, elle cible les Millenials et privilégie la vente sur internet.

## Historique
Courbet est fondé en 2018 par l'entrepreneur Manuel Mallen et la créatrice Marie-Ann Wachtmeister et compte Chanel parmi ses actionnaires.
Courbet dispose d'un showroom Place Vendôme. Son nom fait référence au peintre Gustave Courbet qui participa à la destruction de la colonne Vendôme en 1871.
En mai 2019 l'entreprise ouvre une boutique au Printemps Haussmann.
En juin 2019, Courbet vends une bague ornée d'un diamant de 9 carats, qui détient alors le record du plus grand diamant de synthèse de taille brillant créé.
En novembre 2019, Courbet crée la collection « Ponts des Arts » composée de diamants fabriqués en France, en collaboration avec la startup Diam Concept crée par Alix Gicquel,. Un cadenas est présent sur chaque pièce de la collection, en référence aux cadenas d'amour du pont des Arts à Paris.
En mai 2020, l'entreprise lève 8 millions d'euros auprès du fonds d'investissement Raise Ventures et de l'agence de communication chinoise Hylink. Cette levée de fonds est destinée à développer la vente en ligne, ainsi que la recherche et la fabrication de diamants en France. Mais aussi à se développer en Chine avec l'ouverture d'une filiale à Shanghai en mai 2021.
Depuis septembre 2020, Courbet accepte les paiements en bitcoins et d'autres cryptomonnaies.
À partir de décembre 2020, Courbet propose une assurance sur ses bagues de fiançailles, à l'aide d'une solution basée sur la blockchain.
Depuis 2020, Courbet est certifié Butterfly Mark par Positive Luxury, qui récompense les marques de luxe répondant aux exigences de durabilité.
En 2021, Courbet demande l’analyse de son bilan carbone et arrive au résultat de 20 kg de CO2 par carat de diamant produit et taillé en France.